# Александр Невский (автопробег)
«Автовече России „Серебряное кольцо Александра Невского“» (полное наименование проекта) — ежегодная культурно-спортивная просветительская рейд-экспедиция по местам ратных подвигов дружин Александра Невского для привлечения внимания общественности к истории России, подвигу Александра Невского на поприще политики, дипломатии и военного дела.
Основание для проведения мероприятия — распоряжение губернатора Санкт-Петербурга 2000 года о ежегодном проведении рейд-экспедиции «Автовече России „Серебряное кольцо Александра Невского“». Упоминание «Серебряного кольца» в названии автопробега связано с тем, что он проходил по таким известным местам, как Усть-Ижора, Копорье, Псков, Великий Новгород и другие.
В рамках проекта проводится акция «Петербуржцы псковичам в знак уважения псковской истории» в рамках этой акции оказывается помощь приходу церкви Архистратига Михаила села Кобылье Городище.
Практическим продолжением автопробега стала установка памятников Александру Невскому в Усть-Ижоре, у Софийского собора в городе Пушкине и на Чудском озере.

## 1997 год
28 апреля 1997 года Александр Александрович Селезнёв (автор проекта, кандидат технических наук, действительный член Русского географического общества, кавалер ордена Почёта) едет на о. Залита, что на Псковском озере и получает благословение на организацию будущего автопробега у старца Николая (Гурьянова). О такой высокой поддержке, задумывая «автовече» он и не мечтал.
30 мая 1997 г. в Санкт-Петербурге со стрелки Васильевского острова стартовала первая экспедиция Автовече «Серебряное кольцо Александра Невского». Это ежегодная культурно-спортивная просветительская рейд-экспедиция по Северо-Западу Российской Федерации для привлечения внимания общественности к истории России, подвигу Александра Невского на поприще политики, дипломатии и военного дела.
В рейд-экспедиции принимают участие автолюбители и радиолюбители Санкт-Петербурга (под руководством Александра Зайцева — RX1AW) — все, кто желает соприкоснуться с историей, познакомиться с местами, где жил и свершал свои ратные подвиги молодой новгородский князь Александр Ярославович, прозванный в народе Невским. Во время этих поездок участники автовече помогают в благоустройстве территорий, имеющих отношение к памятникам культурно-исторического наследия, благодаря им, во многих местах на Северо-Западе установлены мемориальные знаки в память о подвигах русских воинов.
Сегодня результатом десятилетней работы проекта вправе считать узнаваемость некогда умирающего села Кобылье городище общественностью и руководством России.
- Уточнение маршрута перед стартом из Копорья
- Вечевая площадь, Псков
- Княжеский двор в Ивангороде
- Колокола для храма Александра Невского прибыли в Юрьев монастырь

## 2000 год
Губернатор Санкт-Петербурга В. А. Яковлев в 2000 году издал распоряжение о подготовке и проведении ежегодного автопробега «Автовече „Серебряное кольцо Александра Невского“». Было принято решение ежегодно в июне-июле проводить автопробег в память об Александре Невском. Идея была предложена Ижорским региональным общественным фондом молодёжных и военно-исторических программ «Качур».

## 2006 год
В 2006 году в автопробеге «Автовече России „Серебряное кольцо Александра Невского“» принимает участие лидер группы «Шёпот ливня» Станислав Щербаков. Под впечатлением поездки Станислав пишет несколько песен по мотивам легенд А.Селезнева о «Благоверном князе» Александре Невском.

## 2007 год
Ижорским Фондом молодёжных и военно-исторических программ «КАЧУР» в преддверии 765-летия со дня «Ледовой сечи» было составлено и отправлено: письмо Святейшему Патриарху Московскому и Всея Руси Алексию Второму; обращение к депутатам Госдумы через депутата 212-го округа С. А. Попова; письмо Президенту РФ В. В. Путину, письмо губернатору Санкт-Петербурга В. И. Матвиенко.

Летом 2007 готовилась 11-я экспедиция, посвящённая 545 годовщине со дня освящения храма Архангела Михаила в селе Кобылье городище. Был установлен и освящён памятный крест в Кобыльем Городище. Участники экспедиции передали настоятелю храма иеромонаху Никандру 9 из 10 колоколов, отлитые в Тутаеве по заказу Ижорского фонда «Качур» на средства, найденные Андреем Турчаком в Санкт-Петербурге. Самый большой колокол весит 430 кг, большего веса отлить не позволила колокольня храма Архангела Михаила. Надпись на колоколе сверху гласит: 
БЛАГОВЕСТВУЙ ЗЕМЛЕ РАДОСТЬ ВЕЛИЮ, ХВАЛИТЕ НЕБЕСА БОЖИЮ СЛАВУ. НЕ В СИЛЕ БОГ — НО В ПРАВДЕ.

Надпись на юбке колокола: 
В ЛЕТО 2007 ОТЛИТЫ СИИ 10 КОЛОКОЛОВ ДЛЯ ХРАМА АРХАНГЕЛА МИХАИЛА СЕЛА КОБЫЛЬЕ ГОРОДИЩЕ В ПАМЯТЬ 545-ЛЕТИЯ СО ДНЯ ЕГО ОСВЯЩЕНИЯ НА ЗАВОДЕ НИКОЛАЯ ШУВАЛОВА В ГРАДЕ РОМАНОВО — БОРИСОГЛЕБСКЕ ЯРОСЛАВСКОЙ ГУБЕРНИИ.
Кроме того на колоколе отлиты иконы: Архангел Михаил, Архангел Гавриил, Св. Страст. Борис и Глеб, Св. Блг. Вел. Кн. Александр Невский.
12 сентября 2007 года командор Автовече Александр Селезнёв и штурман Ирина Селезнёва доставили десятый колокол. Старт экипажа состоялся в присутствии членов Правительства Санкт-Петербурга с площади Александра Невского. Завершающим этапом этой работы были реконструкция звонницы, поднятие колоколов и их подвеска (более 70 лет на храме не было колоколов).
13 декабря Архиепископ Псковский и Великолукский Евсевий освятил 10 колоколов звонницы храма Архангела Михаила в селе Кобылье Городище Гдовского района Псковской области. Среди гостей на церемонии присутствовали сенатор от Псковского областного Собрания депутатов Андрей Турчак, оказавший финансовую помощь для отливки колоколов и ремонта звонницы, и командор Автовече «Серебряное кольцо Александра Невского» Александр Селезнёв, инициировавший и реализовавший проект.
В 2010 году автор проекта А. А. Селезнёв направил президенту и правительству России письмо с предложением об изменении статуса государственной награды «Орден Александра Невского». И получил ответ Геральдического совета при Президенте РФ на своё письмо.
- Площадь Александра Невского, освящение памятного креста для с. Кобылье Городище
- Установка памятного креста в Кобыльем Городище
- Рассказ о Ледовом побоище в с. Кобылье Городище, у памятника Александру Невскому, установленному в 1992 г. в честь 750-летия со дня Ледовой сечи
- Хозяйственные работы

## 2017
С 13 по 18 апреля 2017 года прошёл автопробег «по городам и населенным пунктам Псковской, Ленинградской и Новгородской областей: Гдов, Копорье, Санкт-Петербург, Новгород, Порхов, Псков, Кобылье Городище, Самолва». Историки А. А. Мещенина и Р. А. Соколов прочитали научно-популярные лекции об Александре Невском для учащихся, музейных и библиотечных работников, для заинтересованных слушателей.